# Faè (Oderzo)

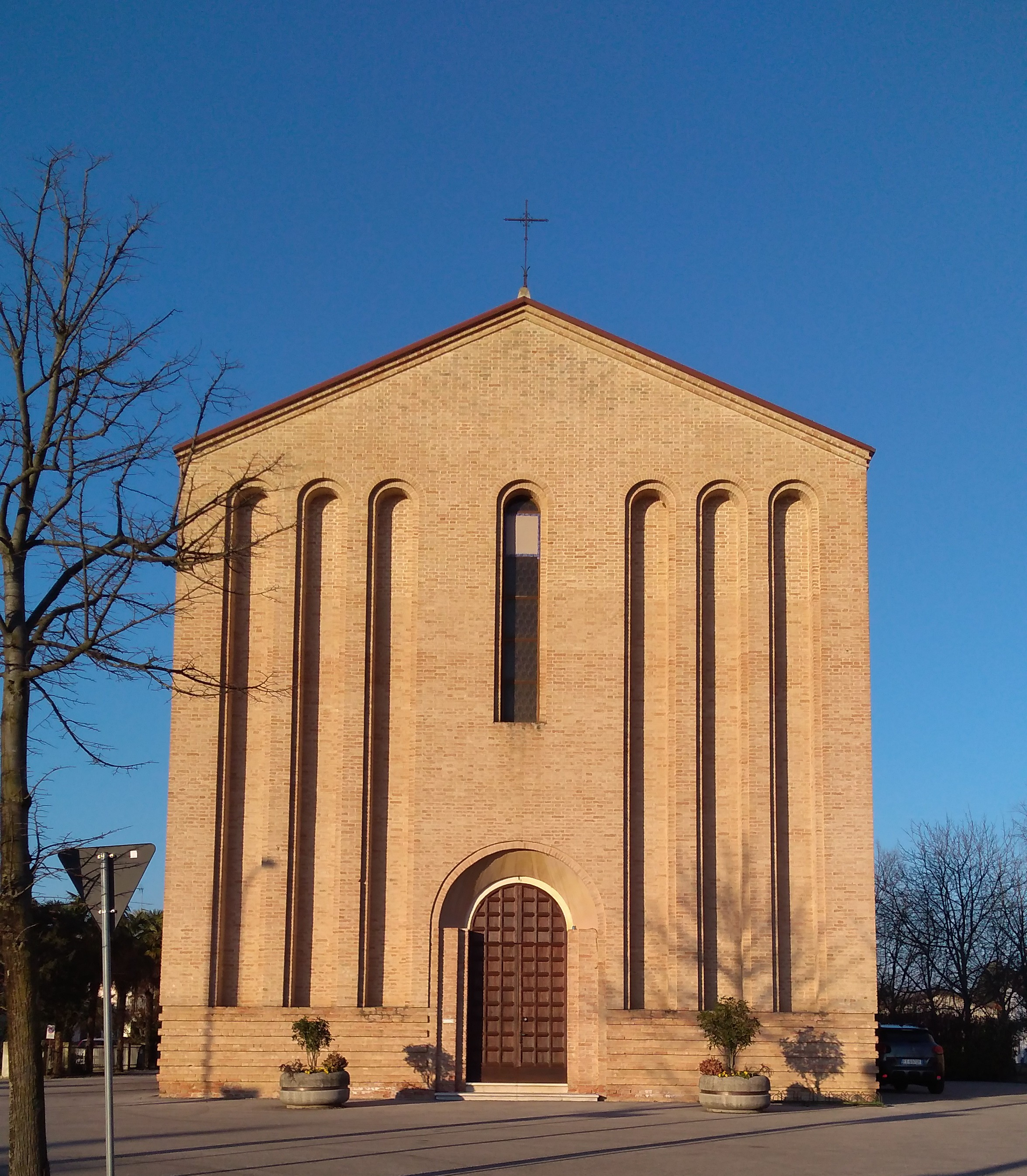
Fachada de la Iglesia de Faè

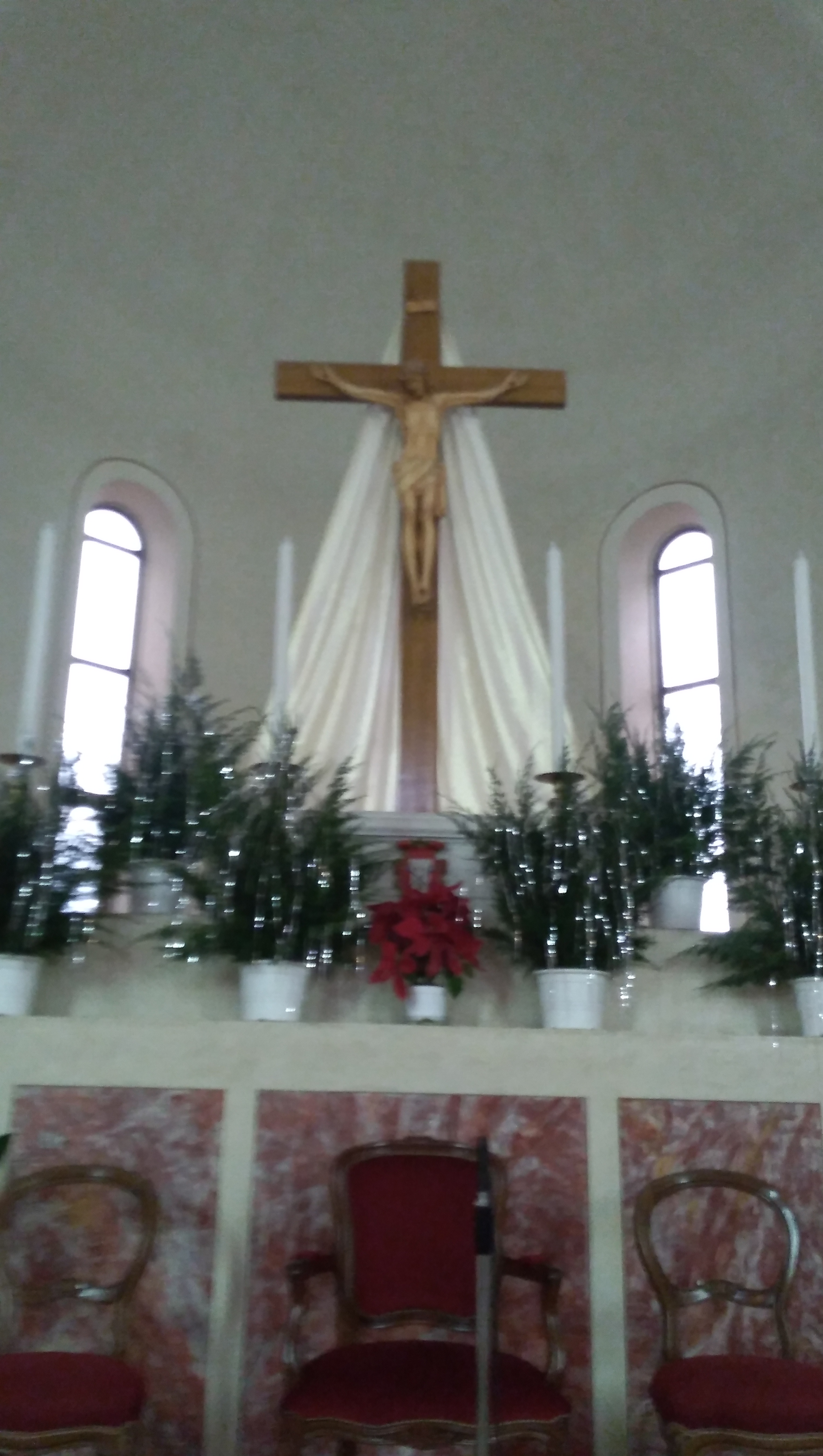
(FIG.1)Crucifijo Altar Mayor Iglesia Parrocchiale Faè de Oderzo.

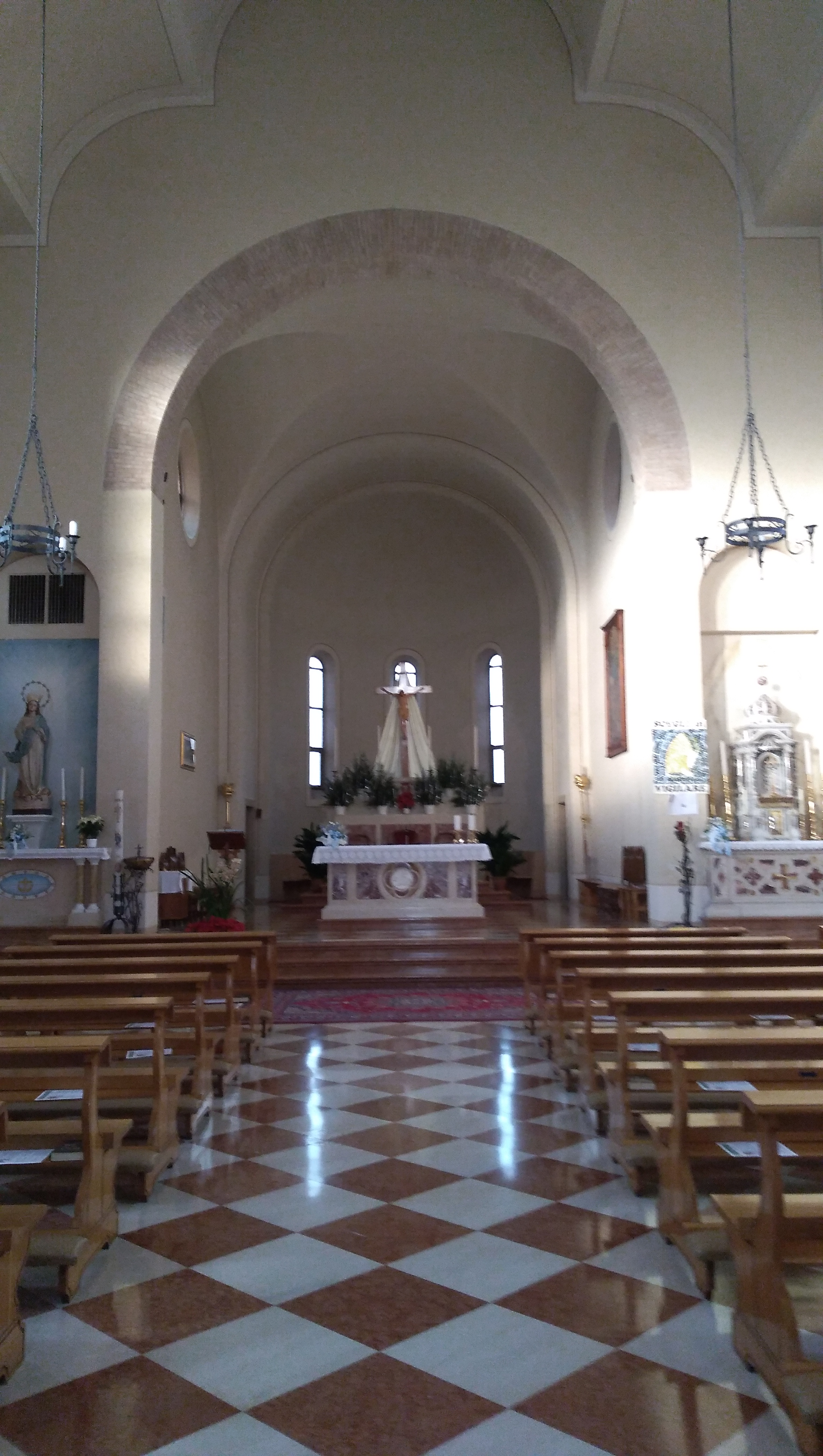
Navata central de la iglesia de Faè

Faè es una fracción del común de Oderzo (TV). El 31 de diciembre de 2002 se contaban 854 habitantes.

## Toponimia
El nombre viene del latino faetum, y significa "faggeto". De hecho, en la época romana y medieval, la presencia de bosques caracterizaba el área.
La primera cita de forma escrita es en un documento del 1314 en el que, entre las reglas de la pieve de Oderzo, está llamada también Faedo.

## Historia y cultura
Durante la época romana, situada en Tres Piere, pasaba el vínculo
de tres calles romanas, entre las cuales la Postumia, vía significante construida en el 148 a. C. que partía de Génova para llegar a Aquileia después de haber cruzado toda la Llanura Padana
La primera referencia del pueblo retrocede al 1314 cuando entre las reglas de la pieve de Oderzo está indicada también la antigua Faedo; Faè es una parroquia desde el 26 de septiembre de 1612 del obispo de Ceneda Leonardo Mocenigo.
La iglesia parroquial, que remonta al 1954, reemplaza un establecimiento ya existente en las funciones religiosas y adyacente; al interior de la nueva está conservado un tabernacolo en mármol de Carrara del 1700, obra del maestro veneciano Paolo Rusteghello.
De tener en cuenta para su importancia artística es el suporte del crucifijo de la nueva iglesia, colocado detrás del altar mayor (FIG1), el cual remonta al 1500 y era el antiguo suporte del altar de santa Antonio de la antigua iglesia.
La antigua iglesia está arriesgada ahora ya a nivel artístico, los frescos y las decoraciones que eran al interior, han sido cubiertas y ruinadas.